# Godfrey Rampling
Godfrey Lionel Rampling, född 14 maj 1909 i Blackheath, London, död 20 juni 2009 i Bushey, Hertfordshire, var en brittisk friidrottare.
Rampling blev olympisk mästare på 4 x 400 meter vid de olympiska sommarspelen 1936 i Berlin.